# Hippotion humilis
Hippotion humilis är en fjärilsart som beskrevs av Butler 1879. Hippotion humilis ingår i släktet Hippotion och familjen svärmare. Inga underarter finns listade i Catalogue of Life.